# Mercur (Schiff)
Die Mercur war ein Handelsschiff der Preußischen Seehandlung sowie ein Transport- und Schulschiff der Königlich Preußischen Marine. Nach der Korvette Amazone war die Mercur das zweite Kriegsschiff der preußischen Marine.

## Weitere technische Daten
Indienststellung bei der Preußischen Marine: 1. Juli 1850
Namensherkunft: Mercurius, römischer Schutzgott der Händler und Diebe.
Außerdienststellung: 14. November 1860

## Verwendung
Die Mercur wurde als Frachtschiff für die Preußische Seehandlung gebaut. Ihre erste Überseereise führte 1848 in Ballast nach Rio de Janeiro. Auf der Fahrt hatte sich das Schiff als sehr rank erwiesen. Nach einer Expertise des Londoner Schiffsbauer Young war die Mercur im Vorderteil zu scharf gebaut und benötige ständig Ballast. Auf Grund der dänischen Blockade der deutschen Küsten musste das Schiff von April bis September 1848 auf der Reede von Cowes verbleiben und lief dann Hamburg an.
Am 18. November 1848 lief die Mercur nach Batavia aus. Auf der Rückreise kamen zwei Besatzungsmitglieder ums Leben; Einzelheiten sind nicht bekannt. Nach der Auflösung der eigentlichen Seehandlung wurde sie am 26. März 1850 von der preußischen Marine angekauft, da das vorhandene Schulschiff Amazone als nicht ausreichend für die Ausbildung des zukünftigen seemännischen Nachwuchses angesehen wurde.
Im Frühjahr 1850 wurde das Schiff auf der Stettiner Zieske-Werft umgebaut. Da Preußen noch über kein eigenes Dock verfügte, mussten einige Änderungen im schwedischen Karlskrona ausgeführt werden. Erster Kommandant des Schiffes wurde Kapitän zur See Johann Otto Donner.
Am 4. November 1850 verließ die Mercur zu ihrer ersten Ausbildungsreise Swinemünde mit dem Ziel Salvador. Noch in der Ostsee ergaben sich Probleme mit dem eisernen Ballast, der im dänischen Helsingør umgestaut werden musste. In Falmouth ergaben sich erneute Probleme mit dem Ballast, so dass zeitweise unsicher war, ob die Mercur überhaupt für eine Atlantiküberquerung geeignet war. Schließlich wurde über Funchal und Teneriffa Bahia angelaufen, wo sie am 23. Januar 1851 eintraf. Anfang März verließ sie Bahia mit dem Ziel Kapstadt, musste jedoch wegen ungünstiger Windverhältnisse die Reise abbrechen und zwecks Notreparaturen die Insel St. Helena anlaufen. Am 29. Mai 1851 traf sie in Stettin ein. Den Rest des Jahres wurde die Mercur für Ausbildungsfahrten in der Ostsee genutzt. Am 30. November 1851 stellte sie im Marinedepot in Stettin außer Dienst und wurde überholt. Hierbei wurden die bisherigen Karronaden durch sechs leichte Feldgeschütze ersetzt. Unklar ist, ob Karronaden an Bord verblieben oder abgeschafft wurden. Nach einer amtlichen Schiffsliste besaß sie 1857 12 Kanonen.
Am 21. Oktober 1852 stellte die Mercur erneut in Dienst und segelte im Geschwaderverband unter Führung von Kommodore Jan Schröder zusammen mit der Fregatte Gefion und der Amazone nach Westafrika und Südamerika. Neben Ausbildungszwecken diente die Reise auch der Sondierung von Kolonisationsmöglichkeiten in Argentinien. Nach einem Aufenthalt in Monrovia traf sie am 3. März 1852 in Rio ein. Nach einer zeitweisen Trennung von den beiden anderen Schiffen vereinigte sich das Geschwader wieder am 12. März in Montevideo. Am 4. Mai wurde die Mercur aus dem Geschwaderverband entlassen und trat alleinsegelnd die Heimreise an, während Gefion und Amazone über karibische Häfen Norfolk anliefen. Am 4. Juni 1853 erreichte sie Danzig und wurde erneut überholt.
Ende September 1853 verließ die Mercur Danzig, um mit der Gefion und der Radkorvette Danzig im östlichen Mittelmeer die Flagge zu zeigen. Die Reise musste jedoch aufgrund des Krimkriegs im März 1854 abgebrochen werden. In Portsmouth gab das Schulschiff sieben Seekadetten an die Royal Navy ab, die dort weiter ausgebildet werden sollten. Am 7. Mai 1854 traf sie wieder in Danzig ein.
Die nächsten Jahre diente die Mercur wahlweise als Schul- und Kasernenschiff in der Ostsee. Im Juni 1856 kollidierte sie bei einer Geschwaderübung mit der Danzig. Im März 1858 wurde sie für seeuntauglich erklärt, diente aber noch stationär als Schulschiff und wurde auch noch für kurzfristige Ausbildungsreisen eingesetzt. Als jedoch das Sinken des Schiffs befürchtet wurde, erfolgte am 14. November 1860 seine Außerdienststellung. Die Mercur wurde bereits im Dezember versteigert und 1861 abgewrackt.

## Abbildungen
Von der Mercur existieren, soweit bekannt, keine zeitgenössischen Abbildungen. Der Korvettenkapitän Lüder Arenhold fertigte um 1904 ein Rekonstruktionsgemälde des Schiffs an, das in seinem Band über die Schiffe der Preußischen Marine veröffentlicht wurde. Eine Reproduktion des Gemäldes wurde 1993 in dem Werk von Hans Auerbach veröffentlicht.